# جاغازور (لاچین)
جاغازور (ترکی آذربایجانی: Cağazur) یک منطقهٔ مسکونی در جمهوری آرتساخ است که در استان کاشاتاق واقع شده‌است.